# Краснокуртовский сельсовет
Краснокуртовский сельсовет — административно-территориальная единица и муниципальное образование в Архангельском районе Республики Башкортостан России.
Законом «О границах, статусе и административных центрах муниципальных образований в Республике Башкортостан» муниципальное образование наделено статусом сельского поселения.
Административный центр — деревня Шакировка.

## История
В 1950-х годах административным центром Краснокуртовского сельсовета являлось село Воздвиженка. Позднее центром стала соседняя деревня Шакировка.
2004 год
Закон Республики Башкортостан «Об изменениях в административно-территориальном устройстве Республики Башкортостан, изменениях границ и преобразованиях муниципальных образований в Республике Башкортостан», ст. 1, ч.5,6 гласит:

5. Изменить границы Архангельского района, Краснокуртовского сельсовета Архангельского района, Иглинского района, Кальтовского сельсовета Иглинского района согласно представленной схематической карте, передав часть территории площадью 7,7 га Краснокуртовского сельсовета Архангельского района в состав территории Кальтовского сельсовета Иглинского района.

6. Изменить границы Архангельского района, Краснокуртовского сельсовета Архангельского района, Иглинского района, Ауструмского сельсовета Иглинского района согласно представленной схематической карте, передав часть территории площадью 132,6 га Краснокуртовского сельсовета Архангельского района в состав территории Ауструмского сельсовета Иглинского района.
Статья 2 «Изменения границ и преобразования муниципальных образований в Республике Башкортостан», п.2:

2. Изменить наименования следующих муниципальных образований:
3) по Архангельскому району:
а) «Красно-Зилимский сельсовет» на «Краснозилимский сельсовет»;

б) «Красно-Куртовский сельсовет» на «Краснокуртовский сельсовет»;
Согласно «Закону о границах, статусе и административных центрах муниципальных образований в Республике Башкортостан» имеет статус сельского поселения.

## Население
| 2002 | 2009 | 2010 | 2012 | 2013 | 2014 | 2016 |
| ---- | ---- | ---- | ---- | ---- | ---- | ---- |
| 496  | ↘463 | ↘407 | ↘397 | ↘371 | ↘368 | ↘343 |
| 2017 |      |      |      |      |      |      |
| ↗349 |      |      |      |      |      |      |

## Состав сельского поселения
| № | Населённый пункт | Тип населённого пункта          | Население |
| - | ---------------- | ------------------------------- | --------- |
| 1 | Шакировка        | деревня, административный центр | ↘126      |
| 2 | Успенка          | деревня                         | ↘87       |
| 3 | Тукмаклы         | деревня                         | ↘76       |
| 4 | Троицкое         | деревня                         | ↘63       |
| 5 | Сагитово         | деревня                         | ↘55       |

### Упразднённые населённые пункты
Деревня  Воздвиженка и пос. Рождественский  упразднены Указом Президиума ВС Башкирской АССР от 23.07.1981 № 6-2/229 «Об исключении некоторых населенных пунктов из учётных данных по административно-территориальному делению Башкирской АССР» «в связи с переселением жителей и фактическим прекращением существования».